# Argas radiatus
Argas radiatus är en fästingart som beskrevs av Louis-Joseph Alcide Railliet 1893. Argas radiatus ingår i släktet Argas och familjen mjuka fästingar. Inga underarter finns listade i Catalogue of Life.